# Fobos 1
Fobos 1 (rusky Фобос-1, v západních jazycích přepisováno Phobos 1) byla planetární sonda, určená k průzkumu planety Marsu a jejího měsíce Phobosu. Postavilo ji a provozovalo NPO im. S. A. Lavočkina (НПО им. С. А. Лавочкина), Chimki, Moskovskaja obl., RSFSR (SSSR). Vědeckou náplň projektu koordinoval výzkumný ústav Institut kosmičeskich issledovanij AN SSSR (Институт космических исследований АН СССР), Moskva (SSSR) a Rada programu INTERKOSMOS.
Tříose stabilizovaná planetární sonda typu 1F (výr. č. 101) o průměru 1,6 m a výšce 2,5 m sestávala z hlavní přetlakové sekce toroidního tvaru obsahující elektronické vybavení situované kolem válcové modulární experimentální části. Elektrické systémy byly napájeny ze dvou panelů slunečních baterií o rozpětí 10 m situovaných symetricky k hlavnímu tělesu sondy. Ke spodní části sondy byly připevněny čtyři kulové nádrže obsahující pohonné látky (hydrazin) motorů řízení orientace a korekčního motoru pro úpravy oběžné dráhy. Hlavní motor pro navedení na dráhu kolem Marsu byl po skončení činnosti odhozen.
Celkem 24 motorky o tahu 50 N a 4 motorky o tahu 10 N byly připojeny částečně ke kulovým nádržím, na tělese sondy a k panelům slunečních baterií. Stabilizační systém používal orientace na Slunce a hvězdu Canopus a měl za úkol zajistit směrovou odchylku menší než ±1° a stabilitu orientace lepší než ±0,005°/s. Stabilizace na Slunce neměla být horší než 0,5° při maximální úhlové rotaci 0,3°/s.

## Úkoly mise
- zkoumat meziplanetární prostředí;
- pozorovat Slunce;
- studovat chování plazmatu v okolí planety Mars;
- zkoumat povrch a atmosféru planety Mars;
- zkoumat chemické, mechanické a magnetické vlastnosti povrchu měsíce Phobos.

## Technické vybavení
Přístrojové vybavení bylo výsledkem široké mezinárodní spolupráce a tvořilo je:
- soubor přístrojů pro sluneční výzkum:
  - koronograf pro pozorování struktury a dynamiky vnější sluneční atmosféry TEREK v rentgenovém oboru 0,5-0,6 a 17-30 nm a ve viditelném oboru 400-600 nm (36 kg) - pouze u sondy Fobos 1 (ČSSR, SSSR);
  - rentgenový fotometr RF-15 pro pozorování sluneční aktivity v rentgenovém oboru 2-4 a 4-8 keV (6 kg) (ČSSR, SSSR);
  - detektory pro sledování slunečního ultrafialového záření ve čtyřech oblastech 0,3-130 nm SURF (3,60 kg) (SSSR);
  - detektory VGS (2,30 kg) a LILAS (5,90 kg) pro studium kosmických a slunečních záblesků gama záření 0,1-10 MeV a 3 keV-1 MeV (Francie, SSSR);
  - fotometr IPHIR pro pozorování struktury a dynamiky vnějších vrstev sluneční atmosféry (6,30 kg) (ESA, Francie, Švýcarsko, SSSR);
- soubor přístrojů pro výzkum částic, polí a vln v kosmickém prostoru:
  - spektrometr pro studium magnetosféry Marsu ASPERA (Automatic Space Plasma Experiment with Rotating Analyzer) (8,70 kg) (Finsko, Švédsko, SSSR);
  - elektrostatické analyzátory pro měření charakteristik slunečního větru v ionizovaném prostředí u Marsu SOVIKOMS (8 kg) (Rakousko, Německo, Maďarsko, SSSR);
  - spektrometr pro studium slunečního větru TAUS (8 kg) (Rakousko, Německo, Maďarsko, SSSR);
  - spektrometr pro studium energií a hustoty nízkoenergetických iontů a elektronů v meziplanetárním prostoru a u Marsu AEG-F (SSSR, Maďarsko);
  - spektrometr pro výzkum slunečního kosmického záření o vysoké energii LET (SSSR, Německo, ESA);
  - spektrometr pro výzkum slunečního kosmického záření o nízké energii SLED (5,40 kg) (SSSR, Německo, ESA);
  - magnetometr a sondy pro studium plazmových vln, elektrických a magnetických polí APV-F (ČSSR, Polsko, SSSR, ESA);
  - magnetometry pro studium magnetických charakteristik Marsu a Phobosu MAGMA (Magnetic Fields near Mars) (4,50 kg) a FGMM (Flux Gate Magnetometer Mars) (5,10 kg, 4.30 W) (Rakousko, SSSR, NDR);
- komplex pro planetární výzkum:
  - aktivní aparatury:
    - hmotnostní spektrometr vybavený aktivním laserem pro určení složení povrchové vrstvy Phobosu pomocí impulsního odpařování povrchu LIMA-D (Lasernyj Impulznyj Mass Analizator - Distancionnyj) (81,50 kg) (Rakousko, Bulharsko, NDR, SSSR, Německo, Finsko, ČSSR);
    - iontové dělo s hmotnostním analyzátorem sloužící k výzkumu složení tenké povrchové vrstvy Phobosu DION (23,90 kg) (SSSR, Francie, Finsko);
    - radiolokátor RLK (40,90 kg) pro studium dielektrických vlastností povrchu Marsu (experiment GRUNT) a pro sondáž Marsovy ionosféry (experiment PLASMA);

  - pasivní aparatury:
    - společně pracující komplex, který tvoří:
      - infračervený radiometr TERMOSKAN (SSSR);
      - radiometr, radiospektrofotometr a spektrometr KRFM-ISM (Francie, SSSR);
      - gama spektrometr GS-14 pro měření přirozené emise regolitu Marsu a Phobosu (SSSR);
      - neutronový detektor IPNM (12 kg) zjišťující přítomnost vody vázané v minerálech (SSSR);
      - videospektrometrický komplex VSK (51,70 kg) v experimentu FREGAT; je tvořen třemi televizními kamerami, spektrometrem a paměťovým zařízením. Každá kamera pracuje v jiném spektrálním oboru. Předpokládané rozlišení je až 0,05 m ve vzdálenosti 50 m při zorném poli 25×19 m (NDR, Bulharsko, SSSR);
      - spektrofotometr/interferometr AUGUST (18,10 kg) pro chemickou analýzu atmosféry Marsu (Francie, SSSR);

    - kontaktní zařízení:
      - autonomní stanice DAS (Dolgoživujuščaja Avtonomnaja Stancija) alias LAL (Long-term Automated Lander) (30 kg) tvaru tříbokého hranolu. Po přiblížení k Phobosu se měla oddělit a dopadnout na měsíc, na který se měla ukotvit tyčí penetrátoru. Stanice byla napájena ze slunečních baterií a měla vysílat na Zemi po dobu 1 roku vědecké a telemetrické informace. Rádiových signálů na frekvenci 1672 MHz se mělo využít na přesné měření vzdálenosti stanice od Země a úhlové polohy vzhledem ke kvasarům. Výsledků se mělo použít k co nejpřesnějšímu stanovení dráhy Phobosu a k ověření obecné teorie relativity. Na stanici byla následující aparatura:
        - spektrometr pro analýzu povrchové vrstvy Phobosu (SSSR, NSR);
        - seismometr pro registraci otřesů Phobosu (SSSR);
        - televizní kamera pro pozorování mikrostruktury povrchu (SSSR, Francie);
        - penetrometr RAZREZ pro zjištění fyzikálních a mechanických vlastností povrchové vrstvy (SSSR);
        - tepelné senzory na kotvě (pentrátoru) (SSSR);
        - optický detektor měření slunečního úhlu, palubní mikroprocesor (SSSR, Maďarsko) a rádiový systém (SSSR, Francie) pro měření librací Phobosu a změn elementů jeho dráhy;

## Průběh letu
Sonda byla vypuštěna 7. července 1988 v 17:38:04,306 UTC nosnou raketou typu Proton-K/D-2 z kosmodromu Bajkonur. Během přeletu meziplanetárním prostorem od Země k Marsu byly zkoumány vlastnosti prostředí, kosmické záření a záření Slunce.
Koncem srpna 1988 byla na sondu vyslána pravidelná dávka povelů, která měla mj. zapnout gama spektrometr. Vzhledem k tomu, že v řídicím středisku v té době byl pro poruchu odstaven sálový počítač, na kterém se měla za pomoci pozemního duplikátu sondy prověřit správnost povelové dávky, byla dávka odeslána bez této kontroly. Shodou okolností v ní však chyběl povel přepojující část dávky ze služebního systému na vědecké přístroje. V důsledku toho byl povel k zapojení gama spektrometru interpretován sondou jako povel k úplnému vypojení palubních systémů sondy. Sonda přestala být orientována na Slunce, její akumulátorové baterie se vybily a tak při další pravidelné seanci 2. září 1988 se pozemnímu středisku již nepodařilo spojení navázat. Pokusy o znovunavázání spojení se sondou pokračovaly neúspěšně až do konce října 1988. Dne 3. listopadu téhož roku byl Fobos 1 prohlášen definitivně za ztracený.
Sonda již jako mrtvé těleso proletěla kolem Marsu 23. ledna 1989 a pokračovala v letu meziplanetárním prostorem.